# Saintines
Saintines is een gemeente in het Franse departement Oise (regio Hauts-de-France). De plaats maakt deel uit van het arrondissement Senlis. Saintines telde op 1 januari 2022 1.062 inwoners.

## Geografie
De oppervlakte van Saintines bedroeg op 1 januari 2022 2,87 vierkante kilometer; de bevolkingsdichtheid was toen 370 inwoners per km².

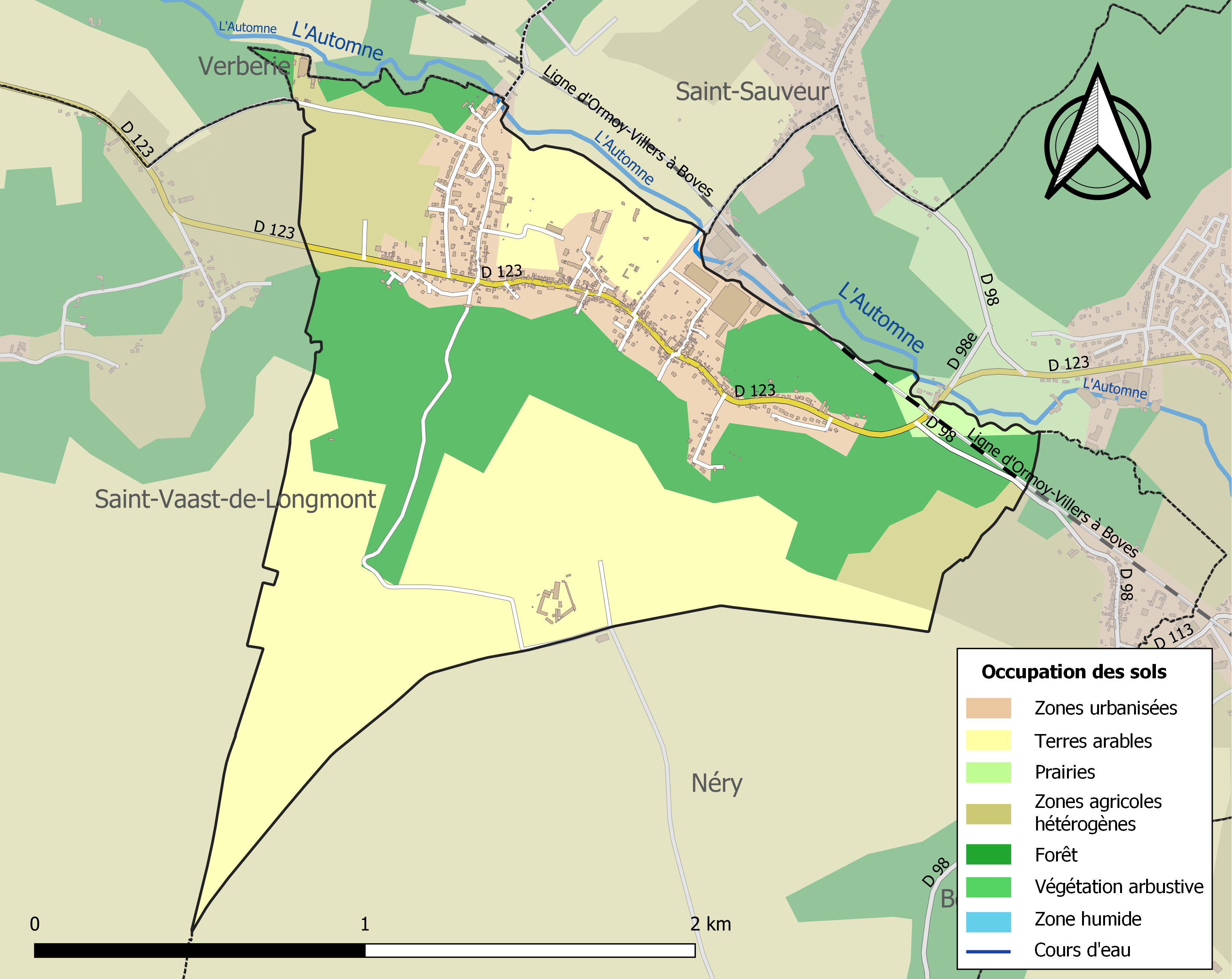
Kaart van de gemeente met belangrijkste infrastructuur, bodemgebruik en omliggende gemeenten

## Demografie
Onderstaande figuur toont het verloop van het inwonertal (bron: INSEE-tellingen).